# Saint-Georges-lès-Baillargeaux
Saint-Georges-lès-Baillargeaux é uma comuna francesa na região administrativa da Nova Aquitânia, no departamento de Vienne. Estende-se por uma área de 33,9 km². Em 2010 a comuna tinha 4 255 habitantes (densidade: 125,5 hab./km²).